# Space Paranoids
Space Paranoids é um jogo eletrônico de tiro em primeira pessoa desenvolvido pela 42 Entertainment e publicado pela Disney Interactive para arcade e navegador. A versão para fliperama ficou disponível a partir de 23 de julho de 2009 como parte de uma ação publicitária para o então vindouro Tron: o Legado, durante a San Diego Comic-Con, ficando disponível até o fim do evento. A versão online só viria a ser lançada em 6 de maio de 2010, sendo totalmente gratuita. O jogo possui o Unity como motor gráfico, o que permite que seja rodado pelo navegador.
O jogo foi revelado no dia 2 de abril de 2010, durante uma ação de Marketing viral em São Francisco, Califórnia, em que Bruce Boxleitner, interpretando Alan Bradley (seu personagem em Tron), anunciou uma versão online do famoso jogo criado pelo programador Kevin Flynn (personagem de Jeff Bridges), antes de seu desaparecimento. Esse fato se deve pois Space Paranoids foi primeiramente visto no filme de 1982, mas nunca realmente produzido até então.

## Jogabilidade
O objetivo do jogo é percorrer 15 setores conduzindo um tanque e fazer o máximo de pontos possíveis, destruindo um número definido de adversários. Estes, do mais forte para o mais fraco, são: Recognizers (tipo de aeronave), tanques e torretas móveis. O jogador controla o tanque por uma espécie de labirinto utilizando as teclas WASD (que substituem as teclas direcionais) e o mouse para mirar e atirar. Os controles da versão de arcade eram o joystick e o trackball.
O jogador também podia utilizar o tanque para quebrar paredes escondidas e achar códigos de barras que, se escaneados, revelavam números que podiam ser usados no servidor para desbloquear esboços e artes conceituais de, por exemplo, motos de luz. O site original não está ativo atualmente.